# Stronger (What Doesn't Kill You)
"Stronger (What Doesn't Kill You)" (hay còn được biết đến như "What Doesn't Kill You (Stronger)" trong phiên bản album hoặc "Stronger") là một bài hát của nghệ sĩ thu âm người Mỹ Kelly Clarkson nằm trong album phòng thu thứ năm của cô, Stronger (2011). Nó được phát hành như là đĩa đơn thứ hai trích từ album vào ngày 17 tháng 1 năm 2012 bởi RCA Records. Bài hát được đồng viết lời bởi Jörgen Elofsson, David Gamson và Ali Tamposi với nhà sản xuất của nó Greg Kurstin. Ban đầu được dự định sẽ do Leona Lewis thể hiện nhưng đã bị từ chối, "Stronger (What Doesn't Kill You)" là một bản dance-pop và electropop kết hợp với những yếu tố từ pop rock với nhịp điệu sôi nổi từ những âm thanh của nhạc cụ điện tử và guitar điện, đã thu hút nhiều sự so sánh với bài hát năm 2004 của nữ ca sĩ "Since U Been Gone" bởi phong cách âm nhạc tương đồng. Nội dung của bài hát chủ yếu đề cập đến sự trao quyền và hồi phục sau khi chấm dứt một mối quan hệ tồi tệ, trong đó đoạn điệp khúc được lấy cảm hứng từ một trích dẫn của Friedrich Nietzsche: "Điều đó không giết được chúng ta sẽ làm cho chúng ta trở nên mạnh mẽ hơn."
Sau khi phát hành, "Stronger (What Doesn't Kill You)" nhận được những phản ứng đa phần là tích cực từ các nhà phê bình âm nhạc, trong đó họ đánh giá cao đoạn hook hấp dẫn cũng như phần điệp khúc mạnh mẽ của nó, mặc dù vấp phải một số ý kiến trái chiều xung quanh lời bài hát rập khuôn. Ngoài ra, nó còn gặt hái nhiều giải thưởng và đề cử tại những lễ trao giải lớn, bao gồm ba đề cử giải Grammy cho Thu âm của năm, Bài hát của năm và Trình diễn đơn ca pop xuất sắc nhất tại lễ trao giải thường niên lần thứ 55. "Stronger (What Doesn't Kill You)" cũng tiếp nhận những thành công vượt trội về mặt thương mại, đứng đầu bảng xếp hạng ở Ba Lan và lọt vào top 10 ở nhiều quốc gia nó xuất hiện, bao gồm vươn đến top 5 ở những thị trường lớn như Canada, Hungary, Ireland và New Zealand. Tại Hoa Kỳ, nó đạt vị trí số một trên bảng xếp hạng Billboard Hot 100 trong ba tuần không liên tiếp, trở thành đĩa đơn quán quân thứ ba của Clarkson và thống thị mười lăm bảng xếp hạng khác của Billboard, đồng thời tiêu thụ được hơn 4.9 triệu bản tại đây.
Video ca nhạc cho "Stronger (What Doesn't Kill You)" được đạo diễn bởi Shane Drake với ý tưởng về một điệu nhảy đám đông trên toàn cầu, trong đó xuất hiện nhiều video của những người nhảy múa theo bài hát, xen kẽ với những cảnh Clarkson trình diễn trong nhiều bối cảnh khác nhau. Nó đã thu hút nhiều sự tán dương từ giới phê bình, những người cảm thấy rằng những tác động tổng thể của nó là cởi mở. Để quảng bá bài hát, nữ ca sĩ đã trình diễn "Stronger (What Doesn't Kill You)" trên nhiều chương trình truyền hình và lễ trao giải lớn, bao gồm Dancing with the Stars, Saturday Night Live, The X Factor US và giải thưởng Âm nhạc Mỹ năm 2012, cũng như trong nhiều chuyến lưu diễn của cô. Kể từ khi phát hành, bài hát đã được hát lại và sử dụng đoạn nhạc mẫu bởi nhiều nghệ sĩ, như Fifth Harmony, James Arthur, Jessica Sanchez, Sam Tsui và dàn diễn viên của Glee. Tính đến nay, nó đã bán được hơn 7.9 triệu bản trên toàn cầu, trở thành đĩa đơn bán chạy nhất trong sự nghiệp của Clarkson cũng như là một trong những đĩa đơn bán chạy nhất mọi thời đại.

## Danh sách bài hát
| Tải kĩ thuật số 1. "Stronger (What Doesn't Kill You)" — 3:42 2. "Stronger (What Doesn't Kill You)" (Nicky Romero Radio phối) — 3:40 3. "Mr. Know It All" (Billionaire phối lại) — 3:12 4. "Mr. Know It All" (DJ Kue phối lại) — 3:56 EP phối lại 1. "Stronger (What Doesn't Kill You)" (Nicky Romero Club phối) — 5:52 2. "Stronger (What Doesn't Kill You)" (Project 46 phối lại) — 5:10 3. "Stronger (What Doesn't Kill You)" (Promise Land phối lại) — 6:34 4. "Stronger (What Doesn't Kill You)" (Genetix phối lại) — 4:40 5. "Stronger (What Doesn't Kill You)" (Papercha$er phối lại) — 6:56 6. "Stronger (What Doesn't Kill You)" (Futurecop! Club phối lại) — 5:01 7. "Stronger (What Doesn't Kill You)" (7th Heaven Club phối) — 7:28 8. "Stronger (What Doesn't Kill You)" (Hotline's Miami Vice Club phối lại) — 5:48 | EP nhạc số 1. "Stronger (What Doesn't Kill You)" — 3:42 2. "Stronger (What Doesn't Kill You)" (Nicky Romero Radio phối) — 3:40 3. "Stronger (What Doesn't Kill You)" (Project 46 Radio chỉnh sửa) — 3:25 4. "Stronger (What Doesn't Kill You)" (Promise Land phối lại) — 3:19 5. "Mr. Know It All" (Billionaire phối lại) — 3:12 6. "Mr. Know It All" (DJ Kue phối lại) — 5:36 Đĩa CD tại châu Âu 1. "Stronger (What Doesn't Kill You)" — 3:42 2. "Stronger (What Doesn't Kill You)" (Nick Romero Radio phối) — 3:40 |

## Xếp hạng
| Bảng xếp hạng (2012-14)                   | Vị trí cao nhất |
| ----------------------------------------- | --------------- |
| Úc (ARIA)                                 | 18              |
| Áo (Ö3 Austria Top 40)                    | 6               |
| Bỉ (Ultratop 50 Flanders)                 | 25              |
| Bỉ (Ultratip Wallonia)                    | 1               |
| Canada (Canadian Hot 100)                 | 3               |
| Cộng hòa Séc (Rádio Top 100)              | 4               |
| Đan Mạch (Tracklisten)                    | 8               |
| Phần Lan (Suomen virallinen lista)        | 10              |
| Pháp (SNEP)                               | 20              |
| Đức (Official German Charts)              | 27              |
| Hungary (Rádiós Top 40)                   | 4               |
| Hungary (Single Top 40)                   | 3               |
| Ireland (IRMA)                            | 4               |
| Israel (Media Forest)                     | 9               |
| Mexico Ingles Airplay (Billboard)         | 4               |
| Mexico Top Inglés (Monitor Latino)        | 11              |
| Hà Lan (Single Top 100)                   | 59              |
| Na Uy (VG-lista)                          | 17              |
| New Zealand (Recorded Music NZ)           | 4               |
| Ba Lan (Polish Airplay Top 100)           | 1               |
| Bồ Đào Nha Nhạc số (Billboard)            | 6               |
| Romania (Romanian Top 100)                | 70              |
| Scotland (OCC)                            | 5               |
| Slovakia (Rádio Top 100)                  | 1               |
| Slovenia (SloTop50)                       | 1               |
| Hàn Quốc (Gaon International Singles)     | 18              |
| Tây Ban Nha (PROMUSICAE)                  | 9               |
| Thụy Điển (Sverigetopplistan)             | 30              |
| Thụy Sĩ (Schweizer Hitparade)             | 18              |
| Anh Quốc (OCC)                            | 8               |
| Hoa Kỳ Billboard Hot 100                  | 1               |
| Hoa Kỳ Adult Contemporary (Billboard)     | 1               |
| Hoa Kỳ Adult Pop Airplay (Billboard)      | 1               |
| Hoa Kỳ Dance Club Songs (Billboard)       | 1               |
| Hoa Kỳ Dance/Mix Show Airplay (Billboard) | 7               |
| Hoa Kỳ Pop Airplay (Billboard)            | 1               |
| Hoa Kỳ Rhythmic (Billboard)               | 34              |

| Bảng xếp hạng (2012)                     | Vị trí |
| ---------------------------------------- | ------ |
| Australia (ARIA)                         | 99     |
| Austria (Ö3 Austria Top 75)              | 50     |
| Belgium (Ultratop 50 Flanders)           | 99     |
| Canada (Canadian Hot 100)                | 10     |
| Denmark (Tracklisten)                    | 31     |
| Finland (Suomen virallinen lista)        | 12     |
| France (SNEP)                            | 102    |
| Hungary (Rádiós Top 40)                  | 16     |
| New Zealand (Recorded Music NZ)          | 3      |
| Poland (ZPAV)                            | 9      |
| South Korea (Gaon International Singles) | 133    |
| Spain (PROMUSICAE)                       | 34     |
| Sweden (Sverigetopplistan)               | 97     |
| Switzerland (Schweizer Hitparade)        | 62     |
| UK Singles (Official Charts Company)     | 36     |
| US Billboard Hot 100                     | 7      |
| US Adult Contemporary (Billboard)        | 1      |
| US Adult Top 40 (Billboard)              | 2      |
| US Hot Dance Club Songs (Billboard)      | 35     |
| US Dance/Mix Show Airplay (Billboard)    | 41     |
| US Pop Songs (Billboard)                 | 11     |
| Bảng xếp hạng (2013)                     | Vị trí |
| Slovenia (SloTop50)                      | 21     |
| South Korea (Gaon International Singles) | 57     |
| US Adult Contemporary (Billboard)        | 27     |

| Bảng xếp hạng               | Vị trí |
| --------------------------- | ------ |
| US Billboard Hot 100        | 567    |
| US Adult Top 40 (Billboard) | 43     |

## Chứng nhận
| Quốc gia                                                                           | Chứng nhận  | Số đơn vị/doanh số chứng nhận |
| ---------------------------------------------------------------------------------- | ----------- | ----------------------------- |
| Úc (ARIA)                                                                          | 3× Bạch kim | 210.000^                      |
| Áo (IFPI Áo)                                                                       | Vàng        | 15.000*                       |
| Canada (Music Canada)                                                              | Bạch kim    | 80.000*                       |
| Đan Mạch (IFPI Đan Mạch)                                                           | Vàng        | 15.000^                       |
| Phần Lan (Musiikkituottajat)                                                       | —           | 4,429                         |
| México (AMPROFON)                                                                  | Vàng        | 30.000*                       |
| New Zealand (RMNZ)                                                                 | Bạch kim    | 15.000*                       |
| Na Uy (IFPI)                                                                       | Vàng        | 5.000*                        |
| Hàn Quốc (Gaon Chart)                                                              | —           | 236,928                       |
| Thụy Điển (GLF)                                                                    | Bạch kim    | 20.000‡                       |
| Anh Quốc (BPI)                                                                     | Bạch kim    | 620,000                       |
| Hoa Kỳ (RIAA)                                                                      | 4× Bạch kim | 4,954,000                     |
| Streaming                                                                          |             |                               |
| Đan Mạch (IFPI Đan Mạch)                                                           | Bạch kim    | 1.800.000^                    |
| * Chứng nhận dựa theo doanh số tiêu thụ. ^ Chứng nhận dựa theo doanh số nhập hàng. |             |                               |